# Centru-stânga
Centru-stânga reprezintă o orientare politică de stânga, dar care are o abordare mai moderată și pragmatică în comparație cu stânga radicală. Ideologiile asociate frecvent cu centru-stânga sunt social-democrația, liberalismul social, progresismul și ecologismul. Printre ideile promovate de centru-stânga se numără capitalismul de bunăstare, justiția socială, internaționalismul liberal și multiculturalismul. Din punct de vedere economic, orientarea de centru-stânga susține o economie mixtă într-un sistem capitalist democratic, care include intervenția statului în economie, impozitarea progresivă și respectarea drepturilor sindicale. Doctrinele de centru-stânga se opun, în general, politicilor de extremă stânga, care resping capitalismul sau pledează pentru revoluție.
Doctrinele de centru-stânga s-au dezvoltat în Franța secolelor al XVIII-lea și al XIX-lea. În această perioadă, orientarea politică de centru-stânga era reprezentată de cei care susțineau transferul de putere de la monarhia franceză către parlament sau sprijineau republicanismul moderat. În a doua jumătate a secolului al XIX-lea și începutul secolului al XX-lea, în Europa occidentală și în Statele Unite au început să se contureze forme timpurii de progresism și liberalism de stânga. Tot în această perioadă, social-democrația s-a separat de socialismul revoluționar, care a devenit asociat cu comunismul, și a început să promoveze reforme sociale treptate, în locul revoluției. După Al Doilea Război Mondial, social-democrația a devenit ideologia dominantă în Europa de Vest, în perioada boomului economic postbelic și s-a răspândit în Africa după procesul de decolonizare.
În urma crizei economice din 1973–1975, popularitatea economiei de centru-stânga a intrat în declin, fiind înlocuită în multe țări de neoliberalism. În anii 1990, a apărut ideologia „A treia cale”, o variantă centristă a democrației sociale, promovată în special în Europa de Vest, care a încercat să combine intervenționismul social cu eficiența economică a pieței libere. În aceeași perioadă, politicile de centru-stânga au început să câștige popularitate în America Latină în timpul așa-numitului val roz. În secolul XXI, orientările politice de centru-stânga se confruntă cu noi provocări: revoluția digitală, transformarea structurii de clasă în societățile dezvoltate — prin asimilarea clasei muncitoare în clasa de mijloc — și creșterea sprijinului pentru populism, atât de dreapta, cât și de stânga.